# Bolborhinum tricorne
Bolborhinum tricorne là một loài bọ cánh cứng trong họ Geotrupidae. Loài này được Solier miêu tả khoa học năm 1851.